# Albanische Fußballnationalmannschaft (U-19-Junioren)
Die albanische Fußballnationalmannschaft der U-19-Junioren ist die Auswahl albanischer Fußballspieler der Altersklasse U-19. Sie repräsentiert die Federata Shqiptare e Futbollit auf internationaler Ebene, beispielsweise in Freundschaftsspielen gegen die Auswahlmannschaften anderer nationaler Verbände, aber auch bei der seit 2002 in dieser Altersklasse ausgetragenen Europameisterschaft.

## Teilnahme an U-19-Europameisterschaften
- 2002: nicht qualifiziert (in der ersten Qualifikationsrunde gescheitert)
- 2003: nicht qualifiziert (in der ersten Qualifikationsrunde gescheitert)
- 2004: nicht qualifiziert (in der ersten Qualifikationsrunde gescheitert)
- 2005: nicht qualifiziert (in der Eliterunde gescheitert)
- 2006: nicht qualifiziert (in der ersten Qualifikationsrunde gescheitert)
- 2007: nicht qualifiziert (in der ersten Qualifikationsrunde gescheitert)
- 2008: nicht qualifiziert (in der Eliterunde gescheitert)
- 2009: nicht qualifiziert (in der ersten Qualifikationsrunde gescheitert)
- 2010: nicht qualifiziert (in der ersten Qualifikationsrunde gescheitert)
- 2011: nicht qualifiziert (in der ersten Qualifikationsrunde gescheitert)
- 2012: nicht qualifiziert (in der ersten Qualifikationsrunde gescheitert)
- 2013: nicht qualifiziert (in der ersten Qualifikationsrunde gescheitert)
- 2014: nicht qualifiziert (in der ersten Qualifikationsrunde gescheitert)
- 2015: nicht qualifiziert (in der ersten Qualifikationsrunde gescheitert)
- 2016: nicht qualifiziert (in der ersten Qualifikationsrunde gescheitert)
- 2017: nicht qualifiziert (in der ersten Qualifikationsrunde gescheitert)
- 2018: nicht qualifiziert (in der ersten Qualifikationsrunde gescheitert)
- 2019: nicht qualifiziert (in der ersten Qualifikationsrunde gescheitert)
- 2022: nicht qualifiziert (in der ersten Qualifikationsrunde gescheitert)

| Bilanz     | Bilanz | Bilanz | Bilanz | Bilanz      | Bilanz | Bilanz    | Bilanz       |
| Runde      | Spiele | Siege  | Remis  | Niederlagen | Tore   | Gegentore | Tordifferenz |
| ---------- | ------ | ------ | ------ | ----------- | ------ | --------- | ------------ |
| 1. Runde   | 60     | 11     | 08     | 41          | 52     | 148       | −96          |
| Eliterunde | 06     | 0      | 02     | 04          | 04     | 016       | −12          |
| Gesamt     | 66     | 11     | 10     | 45          | 56     | 164       | −108         |